# جمهوري ليبرتاري
الجمهوري الليبرتاري (التحرري) في السياسة الأمريكية هو سياسي أو عضو في الحزب الجمهوري يدافع عن السياسات الليبرتارية أثناء التصويت عادة للحزب الجمهوري والانضمام إليه.

## المعتقدات والعدد
قُسِّم الحزب الجمهوري عبر التاريخ إلى فصائل. وصف 12% من الجمهوريين أنفسهم بأنهم ليبرتاريين في استطلاع أجراه مركز بيو للأبحاث في عام 2014 حول التصنيف السياسي والاستقطاب. وُصِف الفرع الليبرتاري للحزب في عام 2012 بأنه أصغر من الفروع الأخرى، ومن ضمنهم ناخبي حركة حزب الشاي («جناح حركة حزب الشاي الشعبوي» للحزب)، والجمهوريون البراغماتيون من «أنصار الحزب في المدن الصغيرة»، والمحافظون المسيحيون الإنجيليون. يملك الجمهوريون الليبرتاريون مجموعة متنوعة من القضايا المحفزة وفقًا لتحليل صحيفة نيويورك تايمز في عام 2012؛ فهم يفضلون رفع القيود والتخفيضات الضريبية، وإلغاء قانون الرعاية الصحية، وحماية حقوق السلاح عندما يتعلق الأمر بالسياسة الاقتصادية والمحلية. أما بالنسبة للقضايا الاجتماعية، فإنهم يفضلون الخصوصية، ويعارضون قانون باتريوت الأمريكي (قانون مكافحة الإرهاب) ويعارضون الحرب على المخدرات. يُعد الجمهوريون الليبرتاريون انعزاليين في السياسة الخارجية والدفاعية. يعارض بعض الجمهوريين الليبرتاريين جميع عمليات الإجهاض تقريبًا، بينما يدعم معظم الليبرتاريين حقوق الإجهاض. يُعد ثلثي الجمهوريين الليبرتاريين من الذكور.

## المنظمات
تأسس تجمع الحرية الجمهوري، الذي يصف نفسه بأنه «أقدم منظمة تعمل بشكل مستمر في حركة الحرية الجمهورية مع مواثيق الدولة على الصعيد الوطني»، في عام 1991. كان من بين رؤساء المجموعة تشاك موث، وروجر ماكبريد، وعضو الكونغرس رون بول في تسعينيات القرن العشرين. كان ديف نالي من بين رؤساء المجموعة في العقد الأول من القرن الحادي والعشرين. يؤكد بيان مبادئ المجموعة على «مبدأ أن الحقوق والحريات الفردية غير محدودة»، ويدعو إلى التجارة الحرة، و«خصخصة جميع الأصول الحكومية»، وإلغاء العديد من الوكالات الفيدرالية، وإلغاء معظم الضرائب الفيدرالية الحالية لصالح ضريبة دخل ثابتة واحدة أو ضريبة مبيعات وطنية، والتخلص التدريجي من «برامج التقاعد الحكومية الإجبارية، والعجز، والصحة».
كان تجمع الحرية في مجلس النواب عبارة عن كتلة في الكونغرس شكلها النائب الليبرتاري جستين عماش من ميشيغن، وكان جمهوريًا في ذلك الوقت. تألفت المجموعة في عام 2014 «من حوالي 30 جمهوريًا يميلون إلى الليبرتارية (وزوار ديمقراطيين في بعض الأحيان مثل جارد بولس)». توقفت المجموعة عن العمل في عام 2017.